# 171153 Allanrahill
171153 Allanrahill este un asteroid din centura principală de asteroizi.

## Descriere
171153 Allanrahill este un asteroid din centura principală de asteroizi. A fost descoperit pe 10 aprilie 2005 la Mayhill de Andrew Lowe. Asteroidul prezintă o orbită caracterizată de o semiaxă mare de 2,98 ua, o excentricitate de 0,02 și o înclinație de 10,1° în raport cu ecliptica.